# Can Vilardell Vell
Can Vilardell Vell és un conjunt format per una masia i una capella a Mataró (Maresme) protegit com a bé cultural d'interès local.

## Descripció

### Edifici civil
Masia formada per un conjunt d'edificacions de diversos períodes, dels quals destaca el cos principal i davanter, format per una planta baixa, pis i golfes. Està cobert per una teulada de dues vessants amb el carener perpendicular a la façana que no coincideix amb l'eix de simetria de l'edifici. Les obertures principals presenten la llinda, l'ampit i els brancals realitzats amb carreus de pedra, de la mateixa manera que els angles de l'edifici. Destaca una espitllera sota la finestra central i un finestral gòtic amb la llinda treballada en forma d'arc conopial lobulat. Hi ha una capella barroca adossada al mur dret i un edifici de grans dimensions adossat a la part posterior de l'edifici.

### Capella
Petita edificació adossada per la banda esquerra al cos principal del conjunt de Can Vilardell Vell i per la part posterior a una altra construcció. De planta rectangular, coberta per una teulada de doble vessant. Aquesta construcció o coronament que combina les línies concavoconvexes i amaga la teulada. En realitat aquesta façana cavalca damunt la façana de la masia i distorsiona les dimensions reals de l'edifici. Presenta una porta d'accés i dues finestres ovalades típiques del període arquitectònic en què es construí.